# Municipio de Parkville
El municipio de Parkville (en inglés: Parkville Township) es un municipio ubicado en el  condado de Perquimans en el estado estadounidense de Carolina del Norte. En el año 2010 tenía una población de 2.697 habitantes.

## Geografía
El municipio de Parkville se encuentra ubicado en las coordenadas 36°13′28.57″N 76°25′55.78″O / 36.2246028, -76.4321611.